# Mocsári kockásliliom
A mocsári kockásliliom vagy kotuliliom (Fritillaria meleagris) az egyszikűek (Liliopsida) osztályának liliomvirágúak (Liliales) rendjébe, ezen belül a liliomfélék (Liliaceae) családjába tartozó faj. Gyakran nevezik egyszerűen csak kockásliliomnak. Európában, főleg Közép- és Délkelet-Európában található meg, de általában csak szórványosan; a rétgazdálkodás változása miatt sok helyen a kihalás fenyegeti. Magyarországon is védett növény, a Muravidéken, a Zalai-dombvidéken, a Zselicben, Csereháton, a Bükk-vidéken, a Bodrogközben, a Beregi- és Szatmári-síkságon fordul elő. Kertekbe is szívesen ültetik dísznövényként.
A binomiális név specifikus része (meleagris) a gyöngytyúk (Numida meleagris) pettyezettségére utal.
Németországban 1993-ban az év virága volt. 2016-ban Magyarországon elnyerte az „Év vadvirága” címet.

## Leírása

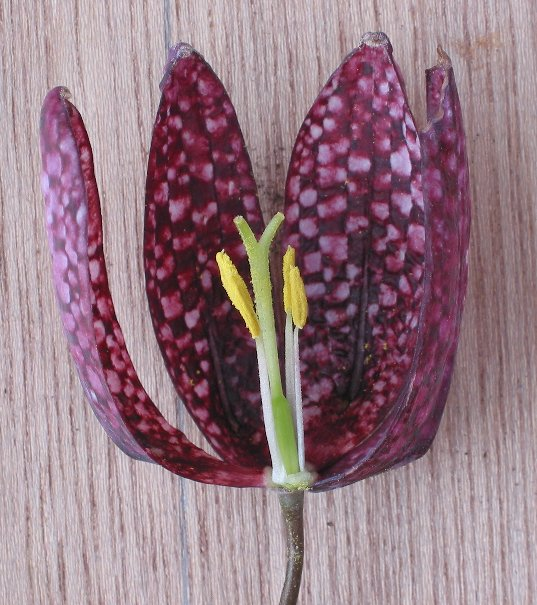
Virága közelről

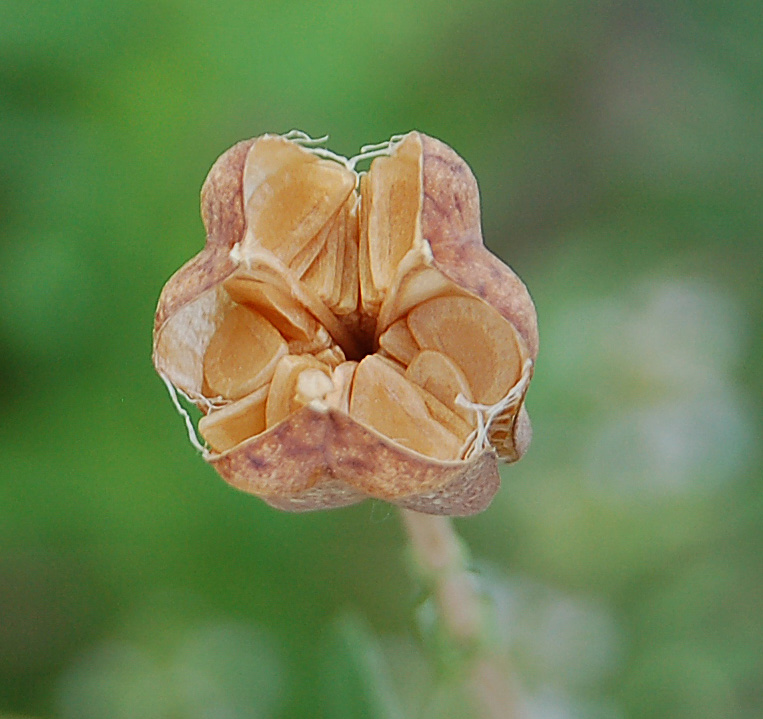
Termése

10–25 cm magasra megnövő hagymás, évelő növény. Hajtásai kopaszak, mogyoró nagyságú hagymája kopasz, gömb formájú, mérgező alkaloidokat tartalmaz. Tőlevelei hosszúak, keskenyek. El nem ágazó, termésérés idején megnyúló, sötétzöld vagy barnás szárán 3-5 szálas-lándzsás, kihegyesedő, kissé csatornás, szórt állású, húsos levél található, melyek mérete a száron fölfelé haladva csökken. Tulipánra emlékeztető, bókoló, harang alakú, 3–5 cm-es virágai magányosak, néha párosával fejlődnek. Színük bíbor vagy rózsaszínű, néha fehér (f. alba változat), igen látványosak. A 6 egyforma lepellevél szabadon áll, rózsaszín vagy néha fehéres alapszínüket sakktáblaszerűen barnásvörös foltok tarkítják. A belső leplek a külsőknél szélesebbek. A leplek tövénél, a harang belsejében nektármirigy található (hártyásszárnyúak porozzák). Termőtája felső állású. Termése felálló, 3 rekeszű, hártyás falú toktermés, rekeszenként sok maggal.

## Életmódja
Mocsárrétek, ligeterdők, síklápok impozáns növénye, 800 méter magasságig nő, legfeljebb évi 1-2 kaszálást visel el.
Áprilisban virágzik, de akár már március végén is viríthat. Termése májusban és június elején érik meg.

## Jelképként

Horvátország címere

Egyes nézetek szerint a mocsári kockásliliomról mintázták Horvátország címerét.

## Fordítás
- Ez a szócikk részben vagy egészben a Fritillaria meleagris című angol Wikipédia-szócikk ezen változatának fordításán alapul.  Az eredeti cikk szerkesztőit annak laptörténete sorolja fel. Ez a jelzés csupán a megfogalmazás eredetét és a szerzői jogokat jelzi, nem szolgál a cikkben szereplő információk forrásmegjelöléseként.
- Ez a szócikk részben vagy egészben a Schachblume című német Wikipédia-szócikk ezen változatának fordításán alapul.  Az eredeti cikk szerkesztőit annak laptörténete sorolja fel. Ez a jelzés csupán a megfogalmazás eredetét és a szerzői jogokat jelzi, nem szolgál a cikkben szereplő információk forrásmegjelöléseként.